# Länderliste eines GATS-Mitgliedes
Die spezifischen Verpflichtungen der WTO-Staaten sind als eigene Länderlisten Teil des Allgemeinen Abkommens über den Handel mit Dienstleistungen (GATS). In den einzelnen „Kästchen“ wird nach den verschiedenen Erbringungsarten der Dienstleistungen („Modes 1“ bis „4“) unterschieden. Anmerkung: Die meisten Listen enthalten keine horizontalen Beschränkung für die grenzüberschreitende Erbringung von Dienstleistungen und die Nutzung im Ausland (Erbringungsweisen 1 und 2)
|                                                                                              | Beschränkung des Marktzugangs (Bestimmungen, Beschränkungen und Bedingungen) | Beschränkung der Inländerbehandlung (Bedingungen und Qualifikationen) | Zusätzliche Verpflichtungen |
| -------------------------------------------------------------------------------------------- | --- | --- | --------------------------- |
| Horizontale (allgemeine) Verpflichtungen                                                     | 1. Keine (Beschränkung) 2. Keine Bindung (durch das GATS-Abkommen) 3. Ausländische Beteiligung von max. 49 % 4. Status quo (keine Liberalisierungszugeständnisse, aber auch keine neuen Hemmnisse erlaubt) | 1. Keine 2. Keine 3. Zustimmungspflicht bei Beteiligungen über 25 % 4. Status quo: außer Schlüsselpersonal unter 1 Jahr                                                       |                             |
| Sektorale Verpflichtungen zum Beispiel: Baudienstleistungen, Gesundheitsdienstleistungen,... | 1. Niederlassung erforderlich 2. Keine (Beschränkung) 3. 30 % des Führungspersonals aus dem Inland 4. Status quo: außer Schlüsselpersonal unter 1 Jahr                                                     | 1. Keine Beschränkung für Transportversicherung; Status quo für alle anderen Versicherungsdienstleister 2. Keine 3. Keine 4. Status quo: außer Schlüsselpersonal unter 1 Jahr |                             |